# Distretto di Masisea
Il distretto di Masisea è un distretto del Perù nella provincia di Coronel Portillo (regione di Ucayali) con 11.651 abitanti al censimento 2007.
È stato istituito il 13 ottobre 1900.